# Kortomenus koreanus
Kortomenus koreanus – gatunek chrząszcza z rodziny kusakowatych i podrodziny rydzenic, jedyny z monotypowego rodzaju Kortomenus. Endemit Półwyspu Koreańskiego.

## Taksonomia
Gatunek ten opisany został po raz pierwszy w 2001 roku przez Grzegorza Paśnika na łamach „Acta Zoologica Cracoviensia”. Jako lokalizację typową wskazano góry Kumgangsan w północnokoreańskiej prowincji Kangwŏn. Epitet gatunkowy pochodzi od lokalizacji typowej. W 2019 roku przeniesiony został do nowego rodzaju Kortomenus przez Volkera Assinga. Nazwa rodzajowa to połączenie słowa Korea z nazwą rodzaju Syntomenus. Jako przypuszczalnych bliskich krewnych Kortomenus Assing wskazał rodzaje Syntomenus i Colusa.

## Morfologia
Chrząszcz o wydłużonym, smukłym ciele długości od 3,4 do 3,8 mm.
Ciemnobrązowa do czarnej z rudymi czułkami i głaszczkami głowa jest tak szeroka jak długa lub niewiele szersza niż dłuższa, z wierzchu punktowana grubo i tak gęsto, że przestrzenie między punktami mają formę listewek. Cechują ją wypukłe oczy, warga górna o zbieżnych brzegach bocznych i wypukłym brzegu przednim, głaszczki szczękowe o członie trzecim niemal czterokrotnie dłuższym niż szerokim oraz bardzo długi i wąski, na szczycie nierozdwojony i opatrzony parą drobnych sensillów języczek. Szerokość szyi wynosi około 2/5 szerokości głowy.
Brązowe do czarniawego, niewiele węższe od głowy i nieznacznie dłuższe niż szerokie przedplecze ma grubo i bardzo gęsto punktowaną powierzchnię. Na niewiele krótszych od przedplecza, ciemnobrązowych do czarniawych pokrywach punktowanie jest drobniejsze i mniej gęste. Odnóża są rude. Stopy tylnej pary mają pierwszy człon trochę krótszy niż dwa następne razem wzięte.
Przewężony nasadowo odwłok ma segmenty od trzeciego do czwartego lub piątego ciemnorude, a pozostałe czarniawe. Tergity od trzeciego do szóstego są mikrorzeźbione oraz drobno i gęsto punktowane z wyjątkiem wcisków na ich przedzie, gdzie punktowanie jest grube. Wciski na wspomnianych tergitach oraz przód tergitu siódmego zaopatrzone są w pośrodkowe żeberka. Tylny brzeg ósmego tergitu jest pośrodku wklęśnięty. Genitalia samca mają zwartej budowy edeagus z dużą i długą crista apicalis, przeciętnie długim wyrostkiem wentralnym oraz paramerę z płatem wierzchołkowym o połowę krótszym od części nasadowej.

## Ekologia i występowanie
Owad ten zasiedla wilgotne mchy i ściółkę na pobrzeżach potoków.
Gatunek palearktyczny, endemiczny dla Półwyspu Koreańskiego, podawany z Korei Północnej i Południowej.